# Condado de Miaoli
Miaoli (mandarín Pīnyīn: Miáolì Xiàn; Hakka PFS: Mèu-li̍t-yen; Hokkien POJ: Biâu-le̍k-koān o Miâu-le̍k-koān) es un condado en Taiwán occidental. Miaoli limita con el condado de Hsinchu y la ciudad de Hsinchu al norte, Taichung al sur, y el estrecho de Taiwán al oeste. El Consejo para Desarrollo y Planificación Económica de Taiwán clasifica Miaoli como condado de Taiwán Central, mientras que la Agencia de Tiempo Central clasifica Miaoli como condado del norte. La ciudad de Miaoli es la capital  del condado, y es también conocida como "Ciudad de las Montaña", a causa del gran número de montañas cercanas, haciéndolo un destino para ir de excursión.

## Nombre
El nombre Miaoli fue acuñado utilizando dos palabras chinas Hakka, meu (貓; "gato") y li (狸; "en chino, 狸; literalmente, ‘perro mapache’") a la fonéticamente aproximación Pali (Bari) de la lengua Taokas. La palabra resultante (貓狸貓狸) es un extendido pero no-ortodoxa variante que refiere a Viverridae. En 1889, durante el tardío dominio Qing, el nombre fue modificado de varias formas (貓裏, 貓裡, 貓里) a su forma actual.

## Geografía
El condado de Miaoli está localizado en la parte norte central de la isla de Taiwán, contiguo al condado de Hsinchu, y las ciudades de Hsinchu y Taichung. La cordillera Xueshan se encuentra en la frontera entre el condado de Miaoli y la ciudad de Taichung. Promedia de norte a sur unos 50 kilómetros y de este a oeste unos 64 kilómetros. Tiene aproximadamente forma de diamante en apariencia. La costa total de Miaoli tiene unos 50 kilómetros de largo.
Miaoli tiene pocas tierras planas (altiplanicie) y es muy montañoso debido a la cordillera Xueshan. Miaoli tiene ricas precipitaciones junto con abundantes ríos.
- Datos: Q63706
- Multimedia: Miaoli County / Q63706